# تایکی تاموکای
تایکی تاموکای (انگلیسی: Taiki Tamukai؛ زادهٔ ۲۴ مارس ۱۹۹۲) بازیکن فوتبال اهل ژاپن است.